# 坎帕納島
坎帕納島（Isla Campana）是智利的島嶼，屬於巴塔哥尼亞群島的一部分，行政上由伊瓦涅斯將軍艾森大區負責管轄，面積1,187.8平方公里，是智利面積第11大島嶼，海岸線長度589.2公里，島上最高點1,311米。